# غاريث إيميري
غاريث إيميري (Gareth Emery)  دي جي إنجليزي و منتج مختص في موسيقى الرقص الإلكترونية من مواليد 18 يوليو 1980 .أكثر مايعرف به علي المستوي الفني هو ألبوماته الثلاث (بالإنجليزية: northern lights)‏و (بالإنجليزية: drive)‏ و (بالإنجليزية: 100 reason to life)‏ التي أكسبته جائزة برنامج (بالإنجليزية: state of trance)‏ مرتين .

## روابط خارجية
- غاريث إيميري على موقع IMDb (الإنجليزية)
- غاريث إيميري على موقع ميوزك برينز (الإنجليزية)
- غاريث إيميري على موقع أول ميوزيك (الإنجليزية)
- غاريث إيميري على موقع ديسكوغز (الإنجليزية)